# Samantha Phillips (Schauspielerin)

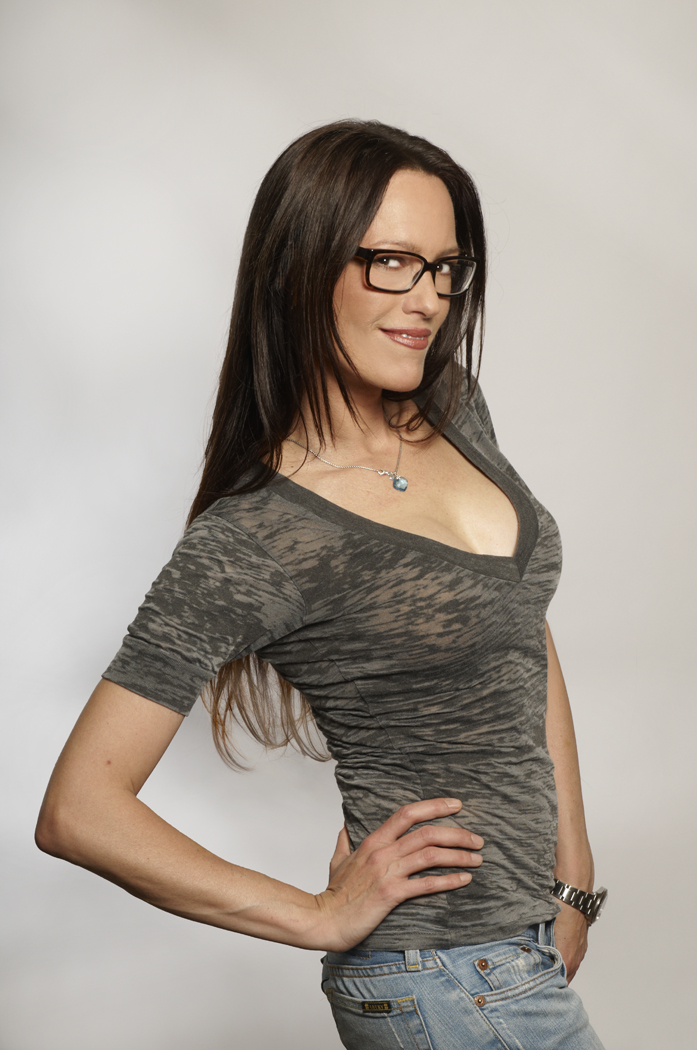
Samantha „Sam“ Phillips (2009)

Samantha „Sam“ Gayle Phillips (* 25. Februar 1966 in Savage, Howard County, Maryland) ist eine US-amerikanische Schauspielerin, Moderatorin und Model.

## Leben
Phillips Vater ist russischer Abstammung, ihre Mutter irisch-schottischer Herkunft. Sie wuchs in Brooklyn, New York City auf, zog allerdings bei ihren Eltern bereits im jungen Teenager-Alter aus. Sie begann gleich nach ihrem Schulabschluss mit dem Modeln. Im Juni 1993 ließ sie sich für das Penthouse ablichten.
Durch ihre Anfänge in der Modelbranche knüpfte sie Kontakte zur Filmindustrie. Erstmals war sie 1987 im Film Schock-Therapie als Schauspielerin im Einsatz. Es folgten Nebenrollen in Das Böse II 1988 oder Dollman – Der Space-Cop! von 1991. In den nächsten Jahren kamen weitere Besetzungen in Filmen, meistens aus dem Actionfilm- oder Horrorfilm-Genre dazu. Sie wirkte ab den 1990er Jahren auch in Erotikfilmen mit.
Seit Mitte der 2000er Jahre arbeitet sie als Hörfunkmoderatorin. So moderierte sie von 2004 bis 2009 The Single Life auf 97.1 The FM Talk Station/KLSX. Später moderierte sie die gleichnamige Sendung im Fernsehen.

## Filmografie
- 1987: Schock-Therapie (Love Potion)
- 1988: Das Böse II (Phantasm II)
- 1989: Satanic – Ausgeburt der Hölle (Sonny Boy)
- 1990: Das Alien vom Highway (Deceit)
- 1991: Dollman – Der Space-Cop! (Dollman)
- 1992: Street Hunter – Eine gnadenlose Jagd (Rescue Me)
- 1992: Casino (Fernsehfilm)
- 1992: Sex Crimes
- 1993: Wieder Ärger mit Bernie (Weekend at Bernie’s II)
- 1993: Penthouse Hot Numbers Deluxe (Videospiel)
- 1994: Sexual Malice
- 1994: L.A. Angel – Deadly Revenge (Angel IV: Assault with a Deadly Weapon)
- 1994: Deadworks – Heiß und tödlich (The Dallas Connection)
- 1996: Party Girl (Fernsehserie, Episode 1x02)
- 1997: Terror im Computer (Menno's Mind)
- 1997: Moonbase
- 1997: Hollywood Cops
- 1997: Fallen Angel
- 1997–1998: Hot Springs Hotel (Fernsehserie, 15 Episoden)
- 1998: Sole-Mates
- 1998: Stocking Obsession
- 1998: Focus on Feet
- 1998: Tod eines Showgirls (Butter, Alternativtitel: Never 2 Big)
- 1998: Sexcetera (Fernsehserie)
- 1999: Armageddon Boulevard
- 1999: Eve's Beach Fantasy
- 1999: Andromina: The Pleasure Planet
- 1999: The Escort III
- 1999: Scandal: On the Other Side
- 1999: Penthouse Pets 30:60
- 2000: Besessen von Leidenschaft (Passion's Obsession)
- 2000: Bedtime Stories (Fernsehserie, Episode 1x05)
- 2000: Sex Files: Erotic Possessions
- 2001: Reginas Affairen (The Regina Pierce Affair)
- 2001: Die Liebesbucht (Passion Cove) (Fernsehserie, Episode 2x06)
- 2001: Perfect Fit
- 2001: The Bare Wench Project 2: Scared Topless
- 2002: Behind Closed Doors (Fernsehfilm)
- 2003: Cheerleader Massacre (Fernsehfilm)
- 2003: Rock n' Roll Cops 2: The Adventure Begins
- 2003: Bare Wench Project: Uncensored
- 2003: Treasure Hunt
- 2004: Busty Cops
- 2005: Alabama Jones and the Busty Crusade
- 2005: Xtreme Fakeovers (Fernsehserie)
- 2006: Hi-Jinks (Fernsehserie, Episode 2x03)
- 2012: L.A. Monsters: A Ron Gupta Investigation (Fernsehfilm)
- 2013: Hit It